# Segura de la Sierra
Segura de la Sierra ist ein südspanischer Ort und eine aus dem Hauptort sowie mehreren Weilern (aldeas) und Einzelgehöften bestehende Gemeinde (municipio) mit insgesamt 1.688 Einwohnern (Stand: 2024) im Süden der Provinz Jaén in der autonomen Region Andalusien. Der Ort ist als Conjunto histórico-artístico anerkannt.

## Lage
Der Ort Segura de la Sierra liegt in der Sierra de Segura knapp 150 km (Fahrtstrecke) nordöstlich der Provinzhauptstadt Jaén  in einer Höhe von ca. 1050 bis 1140 m ü. d. M. Weitere gut 150 km in nordöstlicher Richtung entfernt liegt die Stadt Albacete. Das Klima im Winter ist gemäßigt, im Sommer dagegen warm bis heiß; die geringen Niederschlagsmengen (ca. 485 mm/Jahr) fallen – mit Ausnahme der nahezu regenlosen Sommermonate – verteilt übers ganze Jahr.

## Bevölkerungsentwicklung
| Jahr      | 1857  | 1900  | 1950  | 2000  | 2020  |
| Einwohner | 2.338 | 2.932 | 4.809 | 2.183 | 1.773 |

Der deutliche Bevölkerungsrückgang in der zweiten Hälfte des 20. Jahrhunderts ist im Wesentlichen auf die Mechanisierung der Landwirtschaft und den damit einhergehenden Verlust an Arbeitsplätzen zurückzuführen.

## Wirtschaft
Segura de la Sierra liegt im Nordosten der schier endlosen Olivenbaumplantagen der Provinz Jaén. Früher wurden auch Getreide, Weinreben etc. zur Selbstversorgung angepflanzt; Gemüse stammte aus den Hausgärten. Viehzucht (Schafe, Ziegen, Hühner) und Forstwirtschaft werden ebenfalls betrieben. Im Ort selbst haben sich Kleinhändler, Handwerker und Dienstleistungsbetriebe aller Art angesiedelt. Daneben gibt es mehrere Ferienhäuser (casas rurales).

## Geschichte
Auf dem Gemeindegebiet wurden jungsteinzeitliche Felsmalereien entdeckt. Phönizier und Karthager nannten den Ort wahrscheinlich Tavara, die Römer nannten ihn Tader und betrieben hier Erzbergbau. Zu Beginn des 8. Jahrhunderts wurde die Gegend von den Mauren überrannt; sie nannten den Ort Šaqūra. Nach dem Ende des Kalifats von Córdoba (1031) wurde die abgelegene Gegend Bestandteil des Taifa-Königreichs von Saragossa. Im Jahr 1091 übernahmen die Almoraviden die Macht, die jedoch um die Mitte des 12. Jahrhunderts an die Almohaden überging, welches sich nach der Niederlage in der Schlacht bei Las Navas de Tolosa (1212) zunehmenden Angriffen ihrer muslimischen (Ibn Hud, Muhammad I. ibn Nasr) und christlichen Nachbarn ausgesetzt sah. Im Jahr 1214 wurde Segura de la Sierra von den Christen zurückerobert (reconquista) und zur militärischen Sicherung dem Santiago-Ritterorden übergeben. Mit dem Alhambra-Edikt (1492) der Katholischen Könige begann die Vertreibung der sephardischen Juden; in den Jahren um 1610 wurden die letzten Muslime (Morisken) ebenfalls ausgewiesen.

## Sehenswürdigkeiten

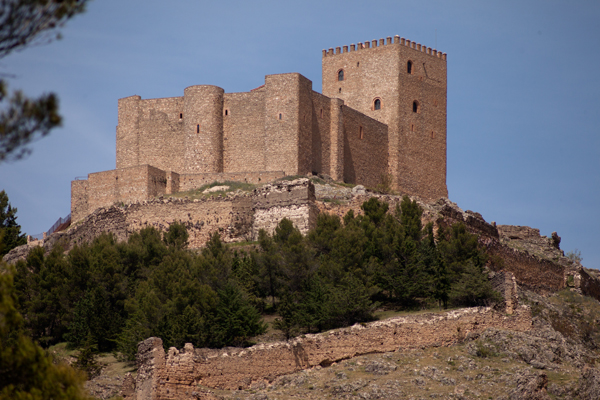
Burg (castillo)

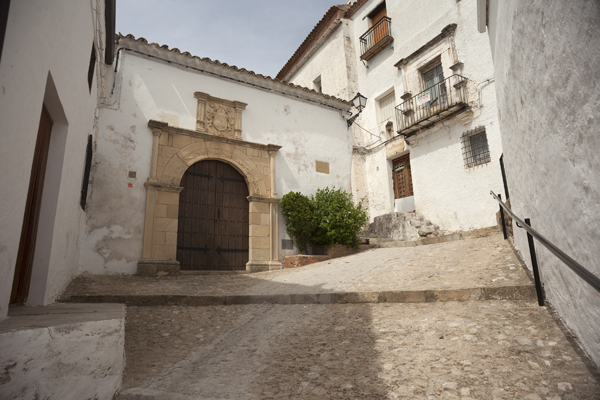
Gasse im Ort

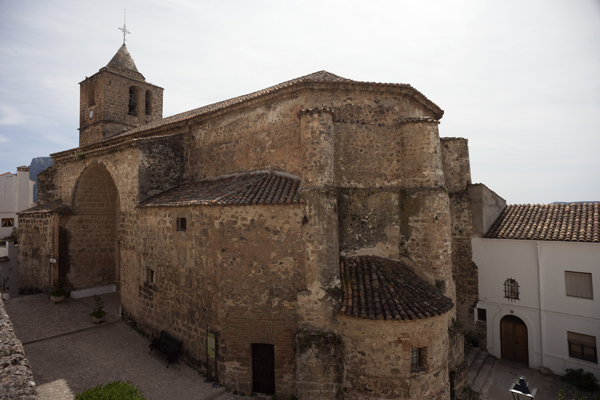
Pfarrkirche (parroquia)

- Die Burg (castillo) entstand wahrscheinlich schon im 11. Jahrhundert, doch erhielt sie ihr heutiges Aussehen erst unter den Santiago-Rittern bzw. bei Restaurierungen im 20. Jahrhundert. Das Burgtor ist abgewinkelt; dahinter befindet sich der Burghof (patio de armas) mit einer Zisterne (aljibe) und einer Badeanlage (baños arabes). Der ca. 18,50 m hohe Bergfried (torre del homenaje) diente überwiegend zu Wohnzwecken. Eine freistehende Burgkapelle gehörte ebenfalls zum Gesamtensemble; ihre Apsis ist rippengewölbt.[10][11]
- Große Teile der ehemaligen – zum Teil in Stampflehmtechnik erbauten und mit mehreren Türmen versehenen – Stadtbefestigung sind erhalten.[12]
- Reizvoll sind die verwinkelten und leicht ansteigenden Gassen im Ort.
- Die Pfarrkirche (Iglesia de Santa María del Collado) stammt aus dem 16. Jahrhundert; das gewölbte Kirchenschiff erhielt drei spätere Kapellenanbauten, die auch der Stabilisierung des Mauerwerks dienten. Die Kirche beherbergt zahlreiche Figuren, darunter auch eine kleine spätgotische Madonna mit Kind (Virgen de la Peña) und einige Bilder.[13]
- Vor der Kirche befindet sich eine repräsentative Brunnenanlage (fuente imperial), deren langes Becken auch als Viehtränke (abrevadero) diente.[14]
- Die Kirche des Jesuitenordens entstand in den Jahren 1583 bis 1593. Nach der Vertreibung der Jesuiten durch König Karl III. und Papst Clemens XIV. im Jahr 1767 bis 1773 begann der allmähliche Verfall des Bauwerks, der durch eine grundlegende Restaurierung Ende des 20. Jahrhunderts aufgehalten werden konnte.[15]
- Das Rathaus (ayuntamiento) befindet sich im ehemaligen Verwaltungssitz des Jesuitenordens (Casa de la Compañía de Jesús). Sehenswert ist das Portal mit einem darüber befindlichen Außenbalkon.[16]
- Gut erhalten bzw. restauriert präsentiert sich die auf römischen Fundamenten erbaute islamische Badeanlage (hammam) mit ihrem von kleinen Luftöffnungen durchbrochenen Ziegelsteingewölbe.[17]

Umgebung
- Die waldreiche Umgebung des Bergdorfs lädt zum Wandern ein. Manchmal stößt man auf alte Brennöfen, die noch bis ins 19. oder frühe 20. Jahrhundert in Betrieb waren.